# Mount Pleasant (Texas)
Mount Pleasant è un comune (city) degli Stati Uniti d'America e capoluogo della contea di Titus nello Stato del Texas. La popolazione era di 15.564 abitanti al censimento del 2010. È situata nel Texas nord-orientale.

## Geografia fisica
Mount Pleasant è situata a 33°09′28″N 94°58′12″W (33.157891, −94.970084).
Secondo lo United States Census Bureau, la città ha una superficie totale di 39,34 km², dei quali 38,49 km² di territorio e 0,85 km² di acque interne (2,17% del totale).

## Società

### Evoluzione demografica
Secondo il censimento del 2010, la popolazione era di 15.564 abitanti.

### Etnie e minoranze straniere
Secondo il censimento del 2010, la composizione etnica della città era formata dal 57,76% di bianchi, il 14,74% di afroamericani, l'1,21% di nativi americani, l'1,09% di asiatici, lo 0,07% di oceanici, il 22,33% di altre razze, e il 2,81% di due o più etnie. Ispanici o latinos di qualunque razza erano il 51% della popolazione.